# Xã Mission, Quận Neosho, Kansas
Xã Mission (tiếng Anh: Mission Township) là một xã thuộc quận Neosho, tiểu bang Kansas, Hoa Kỳ. Năm 2010, dân số của xã này là 934 người.